# Iran na Igrzyskach Azjatyckich 2018
Iran na Igrzyskach Azjatyckich 2018 – jedna z reprezentacji uczestnicząca na igrzyskach azjatyckich rozegranych w Dżakarcie i Palembangu w dniach 18 sierpnia – 2 września. W kadrze wystąpiło 378 zawodników (280 mężczyczn i 98 kobiet) w 29 dyscyplinach. Zdobyli razem 62 medale (20 złotych, 20 srebrnych i 22 brązowe). Chorążym podczas ceremonii otwarcia została strzelczyni Elaheh Ahmadi.

## Medale
| Medal  | Zawodnik | Dyscyplina            | Konkurencja                           | Data        |
| ------ | --- | --------------------- | ------------------------------------- | ----------- |
| złoto  | Hasan Jazdani | Zapasy                | 86 kg w stylu wolnym (M)              | 19 sierpnia |
| złoto  | Alireza Karimi | Zapasy                | 97 kg w stylu wolnym (M)              | 19 sierpnia |
| złoto  | Parwiz Hadi | Zapasy                | 125 kg w stylu wolnym (M)             | 20 sierpnia |
| złoto  | Saeid Rajabi | Taekwondo             | +80 kg (M)                            | 21 sierpnia |
| złoto  | Mirhashem Hosseini | Taekwondo             | –63 kg (M)                            | 22 sierpnia |
| złoto  | Mohammadali Garaji | Zapasy                | 77 kg w stylu klasycznym (M)          | 22 sierpnia |
| złoto  | Hosejn Nuri | Zapasy                | 87 kg w stylu klasycznym (M)          | 22 sierpnia |
| złoto  | Reza Alipour | Wspinaczka sportowa   | Wspinaczka na czas (M)                | 23 sierpnia |
| złoto  | Erfan Ahangarian | Wushu                 | Sanda –60 kg (M)                      | 23 sierpnia |
| złoto  | Mohsen Mohammadseifi | Wushu                 | Sanda –70 kg (M)                      | 23 sierpnia |
| złoto  | Meisam Abbasi Fazel Atrachali Mohammad Ghorbani Abolfazi Maghsodl Oumahali MOhsen Maghsoud Loujafari Mohammadesmaeil Maghsoudloumahalli Mohammad Malak Hamid Mirzaeinader Abozar Mohajermighani Mohammadesmaeil Nabibakhsh Mohammadamin Nosrati Hadi Oshtorak | Kabaddi               | Zawody drużynowe (M)                  | 24 sierpnia |
| złoto  | Zahra Abbasi Samira Atarodian Roya Davoudiankhan Sedigheh Jafari Saeideh Jafarikoochi Fatemeh Karami Khatounban Zahra Karimi Ghazal Khalaj Raheleh Naderi Azadeh Saidisiahbidi Mahbooobeh Sanchooli Farideh Zarif Doost                                       | Kabaddi               | Zawody drużynowe (K)                  | 24 sierpnia |
| złoto  | Sajad Ganjzadeh | Karate                | +84 kg (M)                            | 25 sierpnia |
| złoto  | Sohrab Moradi | Podnoszenie ciężarów  | 94 kg (M)                             | 25 sierpnia |
| złoto  | Bahman Asgari Ghoncheh | Karate                | –75 kg (M)                            | 27 sierpnia |
| złoto  | Hossein Keyhani | Lekkoatletyka         | Bieg na 3000 m z przeszkodami (M)     | 27 sierpnia |
| złoto  | Behdad Salimi | Podnoszenie ciężarów  | +105 kg (M)                           | 27 sierpnia |
| złoto  | Elyas Ali Akbari | Kurash                | –82 kg (M)                            | 29 sierpnia |
| złoto  | Ehsan Hadadi | Lekkoatletyka         | Rzut dyskiem (M)                      | 29 sierpnia |
| złoto  | Milad Ebadipur Saman Fa’ezi Farhad Gha’emi Amir Ghafur Mohammadreza Hazratpour Talatappeh Saber Kazemi Mohammad Dżawad Manawineżad Mahdi Marandi Sa’id Maruf Mohammad Musawi Ali Szafi’i Morteza Szarifi Hossein Toukhteh Mohammadtaher Vadi                  | Piłka siatkowa        | Turniej mężczyzn (M)                  | 1 września  |
| srebro | Koorosh Bakhtiyar | Taekwondo             | Poomsae indywidualne (M)              | 19 sierpnia |
| srebro | Marjan Salahshouri | Taekwondo             | Poomsae indywidualne (K)              | 19 sierpnia |
| srebro | Zahra Kiani | Wushu                 | Jianshu i Qiangshu (K)                | 21 sierpnia |
| srebro | Mojtaba Abedini Farzad Baher Arasbaran Ali Pakdaman Mohammad Rahbarikoyakhi | Szermierka            | Szabla drużynowa (M)                  | 23 sierpnia |
| srebro | Amirmohammad Bakhshikalhori | Taekwondo             | –68 kg (M)                            | 23 sierpnia |
| srebro | Mahsa Javar Maryam Karami Maryam Omidiparsa Nazanin Rahmani | Wioślarstwo           | Czwórka podwójna wagi lekkiej (K)     | 23 sierpnia |
| srebro | Foroud Zafari | Wushu                 | Sanda –65 kg (M)                      | 23 sierpnia |
| srebro | Elaheh Mansoryan Samiroumi | Wushu                 | Sanda –52 kg (K)                      | 23 sierpnia |
| srebro | Shahrbano Mansouriyan Semiromi | Wushu                 | Sanda –60 kg (K)                      | 23 sierpnia |
| srebro | Nazanin Malaei | Wioślarstwo           | Jedynka podwójna wagi lekkiej (K)     | 24 sierpnia |
| srebro | Maryam Omidiparsa Nazanin Rahmani | Wioślarstwo           | Dwójka podwójna wagi lekkiej (K)      | 24 sierpnia |
| srebro | Amir Mehdizadeh | Karate                | –60 kg (M)                            | 26 sierpnia |
| srebro | Taravat Khaksar | Karate                | –55 kg (K)                            | 26 sierpnia |
| srebro | Rozita Alipour | Karate                | –61 kg (K)                            | 26 sierpnia |
| srebro | Saeid Alihosseini | Podnoszenie ciężarów  | +105 kg (M)                           | 27 sierpnia |
| srebro | Jafar Pahlevanijaghargh | Kurash                | +90 kg (M)                            | 28 sierpnia |
| srebro | Saeid Mollaei | Judo                  | –80 kg (M)                            | 30 sierpnia |
| srebro | Hediye Kazemi | Kajakarstwo klasyczne | K1 500 m (K)                          | 30 sierpnia |
| srebro | Amir Moradi | Lekkoatletyka         | Bieg na 1500 m (M)                    | 30 sierpnia |
| srebro | Rouzbeh Arghavan Vahid Dalirzahan Aren Davoudichegani Hamed Haddadi Mohammad Hassanzadeh Mohammad Jamshidi Arsalan Kazemi Sajjad Mashayekhi Meisam Mirzaei Samad Nikkhah Bahrami Navid Rezaeifar Behnam Yakhchali                                             | Koszykówka            | Turniej mężczyzn (M)                  | 1 września  |
| brąz   | Reza Atri | Zapasy                | 57 kg w stylu wolnym (M)              | 19 sierpnia |
| brąz   | Seyed Ali Esmaeilzadeh Pakdaman | Szermierka            | Szabla indywidualna (M)               | 20 sierpnia |
| brąz   | Farzan Ashourzadeh | Taekwondo             | –58 kg (M)                            | 20 sierpnia |
| brąz   | Mehrdad Mardani | Zapasy                | 60 kg w stylu klasycznym (M)          | 21 sierpnia |
| brąz   | Mohammadreza Garaji | Zapasy                | 67 kg w stylu klasycznym (M)          | 21 sierpnia |
| brąz   | Mahlagha Jambozorg | Strzelectwo           | Karabin w trzech pozycjach z 50 m (K) | 22 sierpnia |
| brąz   | Nahid Kiyanichandeh | Taekwondo             | –49 kg (K)                            | 23 sierpnia |
| brąz   | Parisa Ahmadi Maryam Karami | Wioślarstwo           | Dwójka podwójna (K)                   | 23 sierpnia |
| brąz   | Hamideh Abbasali | Karate                | +68 kg (K)                            | 25 sierpnia |
| brąz   | Ali Allahverdi Amirhossein Azari Navid Khajehzadeh Mohammad Yousof Vand | Koszykówka 3×3        | Zawody mężczyzn (M)                   | 26 sierpnia |
| brąz   | Tahmineh Karbalaei Sadeghi | Pencak silat          | Klasa D: 60–65 kg (K)                 | 26 sierpnia |
| brąz   | Ali Haszemi | Podnoszenie ciężarów  | 105 kg (M)                            | 26 sierpnia |
| brąz   | Zabiollah Poorshab | Karate                | –84 kg (M)                            | 27 sierpnia |
| brąz   | Pegah Zangenehkarkooti | Karate                | –68 kg (K)                            | 27 sierpnia |
| brąz   | Fereshteh Ghorbani Nima Mahboubi Matbooe | Łucznictwo            | Łuk bloczkowy drużyn mieszanych       | 27 sierpnia |
| brąz   | Ghanbarali Ghanbari | Kurash                | –66 kg (M)                            | 28 sierpnia |
| brąz   | Omid Taztak | Kurash                | –81 kg (M)                            | 29 sierpnia |
| brąz   | Mohammad Mohammadi | Judo                  | –73 kg (M)                            | 30 sierpnia |
| brąz   | Ali Aghamirzaei Amin Boudaghi Peyman Ghavidel Ahmadreza Talebian | Kajakarstwo klasyczne | K4 500 m (M)                          | 30 sierpnia |
| brąz   | Mohammad Nabi Rezaei | Kajakarstwo klasyczne | C1 1000 m (M)                         | 30 sierpnia |
| brąz   | Mohammadjavad Abbasi Arshia Almasi Peiman Asadi Aghajari Amir Dehdari Shayan Ghasemidaryan Amir Hossein Keihany Hosein Khaledytabar Omid Lotfpour Hamed Malak Khanbanan Ali Pirozkhah Amir Hossein Rahbarjedi Soheil Rostamian Mehdi Yazdankhah               | Piłka wodna           | Turniej mężczyzn (M)                  | 1 września  |
| brąz   | Noshad Alamiyan | Tenis stołowy         | Gra pojedyncza (M)                    | 1 września  |

| Medale według dni | Medale według dni | Medale według dni | Medale według dni | Medale według dni | Medale według dni |
| Dzień             | Data              | złoto             | srebro            | brąz              | Razem             |
| ----------------- | ----------------- | ----------------- | ----------------- | ----------------- | ----------------- |
| 1                 | 19 sierpnia       | 2                 | 2                 | 1                 | 5                 |
| 2                 | 20 sierpnia       | 1                 | 0                 | 2                 | 3                 |
| 3                 | 21 sierpnia       | 1                 | 1                 | 2                 | 4                 |
| 4                 | 22 sierpnia       | 3                 | 0                 | 1                 | 4                 |
| 5                 | 23 sierpnia       | 3                 | 6                 | 2                 | 11                |
| 6                 | 24 sierpnia       | 2                 | 2                 | 0                 | 4                 |
| 7                 | 25 sierpnia       | 2                 | 0                 | 1                 | 3                 |
| 8                 | 26 sierpnia       | 0                 | 3                 | 3                 | 6                 |
| 9                 | 27 sierpnia       | 3                 | 1                 | 3                 | 7                 |
| 10                | 28 sierpnia       | 0                 | 1                 | 1                 | 2                 |
| 11                | 29 sierpnia       | 2                 | 0                 | 1                 | 3                 |
| 12                | 30 sierpnia       | 0                 | 3                 | 3                 | 6                 |
| 13                | 31 sierpnia       | 0                 | 0                 | 0                 | 0                 |
| 14                | 1 września        | 1                 | 1                 | 2                 | 4                 |
| 15                | 2 września        | 0                 | 0                 | 0                 | 0                 |
| Razem             | Razem             | 20                | 20                | 22                | 62                |

| Medale według dyscyplin | Medale według dyscyplin | Medale według dyscyplin | Medale według dyscyplin | Medale według dyscyplin | Medale według dyscyplin |
| Dyscyplina              | złoto                   | srebro                  | brąz                    | Razem                   |                         |
| ----------------------- | ----------------------- | ----------------------- | ----------------------- | ----------------------- | ----------------------- |
| Judo                    | 0                       | 1                       | 1                       | 2                       |                         |
| Kabaddi                 | 2                       | 0                       | 0                       | 2                       |                         |
| Kajakarstwo klasyczne   | 0                       | 1                       | 2                       | 3                       |                         |
| Karate                  | 2                       | 3                       | 3                       | 8                       |                         |
| Koszykówka              | 0                       | 1                       | 0                       | 1                       |                         |
| Koszykówka 3×3          | 0                       | 0                       | 1                       | 1                       |                         |
| Kurash                  | 1                       | 1                       | 2                       | 4                       |                         |
| Lekkoatletyka           | 2                       | 1                       | 0                       | 3                       |                         |
| Łucznictwo              | 0                       | 0                       | 1                       | 1                       |                         |
| Pencak silat            | 0                       | 0                       | 1                       | 1                       |                         |
| Piłka siatkowa          | 1                       | 0                       | 0                       | 1                       |                         |
| Piłka wodna             | 0                       | 0                       | 1                       | 1                       |                         |
| Podnoszenie ciężarów    | 2                       | 1                       | 1                       | 4                       |                         |
| Strzelectwo             | 0                       | 0                       | 1                       | 1                       |                         |
| Szermierka              | 0                       | 1                       | 1                       | 2                       |                         |
| Taekwondo               | 2                       | 3                       | 2                       | 7                       |                         |
| Tenis stołowy           | 0                       | 0                       | 1                       | 1                       |                         |
| Wioślarstwo             | 0                       | 3                       | 1                       | 4                       |                         |
| Wspinaczka sportowa     | 1                       | 0                       | 0                       | 1                       |                         |
| Wushu                   | 2                       | 4                       | 0                       | 6                       |                         |
| Zapasy                  | 5                       | 0                       | 3                       | 8                       |                         |
| Razem                   | 20                      | 20                      | 22                      | 62                      |                         |

| Medale według płci   | Medale według płci | Medale według płci | Medale według płci | Medale według płci | Medale według płci |
| Płeć                 | złoto              | srebro             | brąz               | Razem              |                    |
| -------------------- | ------------------ | ------------------ | ------------------ | ------------------ | ------------------ |
| Mężczyźni            | 19                 | 10                 | 15                 | 44                 |                    |
| Kobiety              | 1                  | 10                 | 6                  | 17                 |                    |
| Konkurencje mieszane | 0                  | 0                  | 1                  | 1                  |                    |
| Razem                | 20                 | 20                 | 22                 | 62                 |                    |